# Луис Муди
Луис Муди (енгл. Lewis Moody; 12. јун 1978) био је енглески рагбиста који је са Лестером освојио титулу клупског првака Европе, а са Енглеском титулу првака света.

## Биографија
Висок 191 цм, тежак 102 кг, Муди је играо на позицији крилног у трећој линији скрама. У каријери је играо за Бат (рагби јунион) и Лестер тајгерси. За енглеску репрезентацију одиграо је 71 тест меч и постигао 9 есеја. Одиграо је и 5 утакмица за екипу Британски и ирски лавови.